# Urceolella curvipila
Urceolella curvipila är en svampart som först beskrevs av Petter Adolf Karsten, och fick sitt nu gällande namn av Raschle 1977. Urceolella curvipila ingår i släktet Urceolella och familjen Hyaloscyphaceae.   Inga underarter finns listade i Catalogue of Life.